# Рыбак, Никита Романович
Никита Романович Рыбак (род. 22 июля 2003, Евпатория, АР Крым) — российский легкоатлет. Мастер спорта России (2023). На соревнованиях представляет Краснодарский край.
Занимался в спортивной школе города Евпатории. Тренировался у Тараса Кудри и Артёма Азизьяна. Победитель командного первенства Крыма 2019 года среди юношей на 200 метрах. Серебряный призёр Кубка губернатора Краснодарского края 2023 года. На юношеском первенстве России для спортсменов до 23 лет, который состоялся в июле 2023 года, Рыбак занял четвёртое место в беге на 400 метров (46,78 сек).
Чемпион России 2023 года в эстафете 4 х 400 метров вместе с Масютенко, Савлуковым и Распутиным. На зимнем чемпионате России 2024 года стал серебряным призёром в эстафете.
Командный чемпионат России 2024 года в Сочи завершил на 9 место на дистанции 400 метров. В 2024 году завоевал золото юношеского первенства России с результатом 47,13 секунды на 400 метрах. Победитель Кубка России 2024 года в эстафете 4х400 метров.
На летнем чемпионате России 2024 года в Екатеринбурге завоевал серебро в эстафете 4 х 400 метров.
Учится в Кубанском государственном университете физической культуры, спорта и туризма.